# 真鍋龍太郎
真鍋 龍太郎（まなべ リュウタロウ、1938年〈昭和13年〉5月2日 - ）は、工学等の分野（特に情報システム学、経営科学）の研究者である。文教大学名誉教授。

## 人物
本人の筆によれば、龍太郎という名に、「龍」の文字があるが、辰年生まれではなく、寅年生まれである。学生に対しては、独創性を深め、何事にも熱心に取り組むことをうったえていた。
地球全体に目を向けることを信条とし、真鍋龍太郎自身も日本国外における大学教員の経歴を有している。アメリカ合衆国に所在する大学の教員に着任したことがあるため、アメリカ合衆国の大学における技術教育・工学教育に関する知識を有している。
学問の発展に寄与することを志しており、各種の学会運営に携わっている。「工学士（慶應義塾大学）」の称号（現在では、法律の規定により称号ではなく、学位とみなされる）、「工学修士（慶應義塾大学）」の学位を有しているものの、研究分野は、純粋な工学に留まらずに、経営方面を中心に多方面におよんでいる。

## 経歴
- 1938年（昭和13年）5月2日 - 現在の東京都千代田区神田駿河台に生まれる。

### 学歴
- 1962年（昭和37年） - 慶應義塾大学工学部管理工学科卒業。工学士（慶應義塾大学）。
- 1964年（昭和39年） - 慶應義塾大学大学院工学研究科管理工学専攻博士前期課程修了。工学修士（慶應義塾大学）。
- 1967年（昭和42年） - 慶應義塾大学大学院工学研究科管理工学専攻博士後期課程単位修得満期退学。

### 職歴
- 1966年（昭和41年） - 慶應義塾大学工学部管理工学科助手 （現在の助教に相当）
- 1969年（昭和44年） - 名古屋工業大学学部経営工学科専任講師
- 1973年（昭和48年） - 神戸商科大学管理科学科助教授 （現在の准教授に相当）
  - 1977年（昭和52年） - 1978年（昭和53年）：カリフォルニア大学バークレー校（アメリカ合衆国所在）Visiting Associate Professor（日本の客員准教授に相当）
- 1980年（昭和55年） - 神戸商科大学教授
- 1987年（昭和62年） - 文教大学情報学部情報システム学科教授。[2]。

## 所属学会

### 国際学会
- Association for Information Systems (AIS) （情報システム学会）（国際学会）
（※日本国内に所在する情報システム学会とは、別の学会である。）
  - 元 Council Member （元 理事）（1998年〈平成10年〉 - 1999年〈平成11年〉）
  - Japan Association for Information Systems  (JPAIS)（AIS日本支部；日本情報システム学会）
（※日本国内に所在する情報システム学会とは、別の学会である。）
元 President〈初代〉（元 代表〈初代〉）（2004年〈平成16年〉 - 2006年〈平成18年〉）

### 日本国内に所在する学会
- 経営情報学会 (JASMIN)
  - 名誉会員 （2004年度 - 現在）
  - 元 会長 （2000年〈平成12年〉4月1日 - 2002年〈平成13年〉3月31日）
  - 元 副会長 （1998年〈平成10年〉4月1日 - 1999年〈平成11年〉3月31日）
  - 元 理事 （1993年〈平成5年〉4月1日 - 1994年〈平成6年〉3月31日）
- 社団法人日本オペレーションズ・リサーチ学会 (ORSJ)
  - フェロー （2003年〈平成15年〉 - 現在）
  - 元 副会長 （2002年〈平成14年〉 - 2003年〈平成15年〉）
  - 元 理事 （1988年〈昭和63年〉 - 1989年〈平成元年〉）
  - 元 評議員 （1980年〈昭和55年〉 - 2001年〈平成13年〉）
- 社団法人情報処理学会 (IPSJ)
  - 情報処理教育委員会情報システム（小）委員会 委員 （2003年度〈平成15年度〉まで歴任）

### アメリカ合衆国内に所在する学会
- Institute for Operations Research and the Management Sciences (INFORMS)（オペレーションズ・リサーチ/マネジメント・サイエンス学会）
  - 正会員

## 研究成果等

### 主な書籍

#### 単著
- 真鍋龍太郎 著、『ネットワーク上の最大フロー・アルゴリズムの最近の話題総合報告』、神戸商科大学経済研究所、1979年（昭和54年）9月、研究資料
- 真鍋龍太郎 著、『アメリカの大学の教育法 : カリキュラムと教授法についての若干例』、神戸商科大学経済研究所、1979年（昭和54年）4月、研究資料
- Ryutaro Manabe, "Scheduling buses by the network flow model on the personal computer", 'Working paper', no. 91., Institute of Economic Research, Kobe University of Commerce, 1986
- Ryutaro Manabe, "The minimal cost arborescent flow in a network", 'Working paper', no. 22., Institute of Economic Research, Kobe University of Commerce, 1975

#### 共著
- 高井英造・真鍋龍太郎 編著、『問題解決のためのオペレーションズ・リサーチ入門 : Excelの活用と実務的例題』、株式会社日本評論社、2000年（平成12年）4月、ISBN 978-4-535-55191-6 ・ISBN 4-535-55191-X
- 刀根薫・真鍋龍太郎 編、『AHP事例集 : 階層化意思決定法』、株式会社日科技連出版社、1990年（平成2年）7月、ISBN 978-4-8171-5016-5 ・ ISBN 4-8171-5016-5
- 真鍋龍太郎・逆瀬川浩孝・若山邦紘 著、『表計算ソフトの活用』（文科系のコンピュータ ; 応用編）、株式会社岩波書店、1988年（昭和63年）4月、ISBN 978-4-00-005926-8 ・ISBN 4-00-005926-2
- 真鍋龍太郎 著、『ビジカルク : 表計算ソフトの活用』（プレイマイコン・シリーズ 7 / 刀根 薫 監修）、株式会社培風館、1985年（昭和60年）6月、ISBN 978-4-563-00777-5 ・ISBN 4-563-00777-3

#### 訳書
- デイヴィッド・R・ヴィンセント 著 ; 真鍋龍太郎 訳、『インフォメーション・ベースト・コーポレーション : 情報を基盤とした会社』、株式会社ダイヤモンド社、1993年（平成5年）6月、ISBN 978-4-478-37093-3 ・ISBN 4-478-37093-1
- H・グリーンバーグ 著 ; 真鍋龍太郎 訳、『整数計画法』、株式会社培風館、1976年（昭和51年）1月
- H・M・ワグナー 著 ; 真鍋龍太郎 訳、『ネットワーク・モデル』（オペレーションズ・リサーチ入門 2 / 森村英典・伊理正夫 監訳）、株式会社培風館、1976年（昭和51年）11月

### 科学研究費補助金 採択課題・成果概要
- 情報システムの教育体系の確立に関する総合的研究 （筆頭者: 浦昭二、1990年度〈平成2年度〉研究開始）
- 数理計画法のアルゴリズムとその応用に関する諸問題 （筆頭者: 伊理正夫、1987年度〈昭和62年度〉研究開始）

### 論文等
- 大学共同利用機関法人 情報・システム研究機構 国立情報学研究所 (Legal Entity of Inter-University Collaborative Institute; Research Organization of Information and Systems (ROIS); National Institute of Informatics(NII); Scholarly and Academic Information Navigator; CiNii, GeNii) より参照のこと。